# Paulianacarus rugosus
Paulianacarus rugosus är en kvalsterart som beskrevs av Balogh 1961. Paulianacarus rugosus ingår i släktet Paulianacarus och familjen Lohmanniidae. Inga underarter finns listade i Catalogue of Life.